# Berlin-Friedenau
Friedenau is een stadsdeel van het Berlijnse district Tempelhof-Schöneberg. Het stadsdeel telt ongeveer 29.000 inwoners (30 juni 2023).
Friedenau, gelegen naast de Stammbahn en de Ringbahn, werd in 1871 opgericht op de gronden van het vroegere landgoed Deutsch-Wilmersdorf. De naam verwijst naar de kort voordien afgesloten Vrede van Frankfurt (1871). In 1874 werd het een onafhankelijke gemeente in de provincie Brandenburg. In 1920 werd de plaats samengevoegd met de stad Schöneberg als 11e administratief district van Groot-Berlijn. In 1987 vond er de bomaanslag op discotheek La Belle plaats.

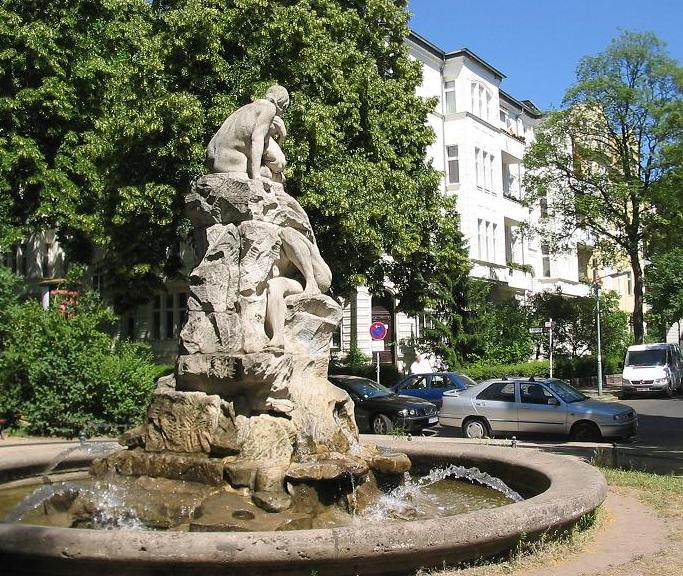
De Zondvloedfontein op de Perelsplatz

## Transport
Friedenau heeft toegang tot het metronet via het metrostation Innsbrucker Platz (lijn U4) en via de stations
Bundesplatz, Friedrich-Wilhelm-Platz en Walther-Schreiber-Platz (U9). De Ringbahn van de S-Bahn kan genomen worden op de Bundesplatz en de Innsbrucker Platz. Daarnaast is er het station Friedenau aan de Wannseebahn.

## Bekende inwoners
Friedenau heeft altijd scheppende kunstenaars aangetrokken, vooral schrijvers.
- Max Bruch, componist, Albestraße 3
- Hans Magnus Enzensberger, dichter en schrijver, Fregestraße 19
- Max Frisch, architect en schrijver, Sarrazinstraße 8
- Günter Grass, schrijver, Nobelprijs voor de Literatuur, Niedstraße 13
- Georg Hermann, schrijver, Bundesallee 68 en 108 (toen nog Kaiserallee) en Stubenrauchstraße 5
- Theodor Heuss, latere president van Duitsland, Fregestraße 80
- Kurt Hiller, schrijver, Hähnelstraße 9
- Hannah Höch, artiest, Büsingstraße 16
- Uwe Johnson, schrijver, Niedstraße 14 and Stierstraße 3
- Erich Kästner, schrijver, Niedstraße 5
- Karl Kautsky, politicus, Saarstraße 14
- Heinrich Klemme, filmmaker en regisseur (The Pamir, 1959)
- Adam Kuckhoff, schrijver, verzetsstrijder, Wilhelmshöher Straße 18
- Friedrich Luft, toneelcriticus, Bundesallee 74
- Herta Müller, schrijfster, Nobelprijs voor de Literatuur, Menzelstraße
- Rainer Maria Rilke, dichter, Rheingaustraße 8
- Karl Schmidt-Rottluff, schilder, Niedstraße 14 and Stierstraße 3
- Walter Trier, tekenaar en illustrator, Elsastraße 2
- Kurt Tucholsky, schrijver, Bundesallee 79 (vroeger Kaiserallee)

Friedenau ·
Lichtenrade ·
Marienfelde ·
Mariendorf ·
Schöneberg ·
Tempelhof